# ImgBurn
ImgBurn（イメージバーン）はCD、DVD、HD DVD、Blu-ray Discのライティングソフトウェアである。フリーウェアである。

## 概要
DVD Decrypterの作者であったLIGHTNING UK!が開発している。コピーガードを解除する機能はない。
バージョン2.5.1.0以降、広告収入のためにいろいろなソフトウェアをバンドルしている。Norton SECURITY DELUXEやByte Fenceなどのソフトウェアがインストール時に一緒にインストールされる場合がある。また、AskツールバーやOpenCandyなどのアドウェアをバンドルしていることもあるため、マルウェアやウイルスとして検知されることもある。公式サイト以外ではこれらを含まないバージョンが提供されている場合もある。
本体は日本語に対応していないが、公式サイトで日本語ランゲージファイルを別途ダウンロードして日本語化することができる。しかし、分かりにくい表現が多いとして、独自に非公式な日本語ランゲージファイルを作成し、配布している者もいる。

## 機能
このソフトの主な機能は次の通り
- イメージファイルからディスクに書き込み
- イメージファイルをディスクから作成
- ファイル／フォルダをディスクに書き込み
- ファイル／フォルダからイメージファイルを作成
- ディスクのベリファイ（検査）
- 検出

DVD 二層ディスクや最新のメディアである Blu-ray Disc への書き込みに正式対応しており、ベンダー依存の拡張機能対応のため頻繁に更新されている。

### イメージファイルからディスクへの書き込み
ISO 9660 などのイメージファイルから DVD-R などへのディスクへ書き込み行う。

### ファイル／フォルダからディスクへの書き込み・ファイル／フォルダからイメージファイルの作成
通常のライティングソフトウェアと同じように、パソコン上のファイル／フォルダから DVD-R などのディスクへの書き込みを行う。また ISO 9660 などのイメージファイルの作成も可能である。

#### 対応ファイルシステム
- ISO 9660
- Joliet
- UDF1.02/1.5/2.0/2.01/2.5/2.6

### ディスクからイメージファイルの作成
DVD などのディスクから ISO 9660 などのイメージファイル作成を行う。
暗号化された一般的なビデオディスクからイメージを作成する場合、ImgBurn単体では暗号化を解除する機能を持たない為、別の常駐型DVDリッパーと組み合わせる必要がある。

### ベリファイ（検査）
イメージファイルとディスクとでデータを照合し、一致しているか検査する機能。正しく読まれた・書かれたかを確認できる。

### 検出
DVDInfoPro と連携して、ドライブとメディアを検査し両方の特性をチェックする機能。
各種情報と一緒にCPU使用率などのグラフが表示される。
チェックの前に書き込みとベリファイが行われる。